# أنا كارينينا (فلم 1935)
آنا كارنينا (بالإنجليزية: Anna Karenina) فيلم أمريكي انتج عام 1935 من إخراج كلارنس براون، وبطولة غريتا غاربو وبازل راثبون، مقتبس عن راوية آنا كارنينا للروائي الروسي ليو تولستوي

## طاقم التمثيل
- جريتا جاربو بدور آنا كارنينا
- فريدريك مارش بدور الكونت فرونسكي
- فريدي بارثولوميو بدور سيرجي
- مورين أوسوليفان بدور كيتي
- ماي روبسون بدور الكونتيسة فرونسكي
- باسل راثبون  بدور كارينين
- ريجينالد أوين بدور ستيفا
- فيبي فوستر بدور دوللي
- ريجينالد ديني بدور ياشفين
- جايلز إيشام  بدور ليفين
- جوان مارش  بدور ليلي
- إيثيل غريفيز بدور السيدة. كارتاسوف
- هاري بيريسفورد بدور ماتفي
- كورا سو كولينز بدور تانيا
- باستر فيلبس بدور جريشا
- ماري فوربس بدور الأميرة سوروكينا
- هاري ألين بدور كورد
- سارة بادن بدور المربية
- ميشا أوير بدور ماهوتين (غير مذكور)
- هاري كوردينج بدور الضابط (غير مذكور)
- أولاف هيتن بدور باتلر (غير مذكور)

## روابط خارجية
- مقالات تستعمل روابط فنية بلا صلة مع ويكي بيانات